# Les Forçats du pinceau
Pour plus de détails, voir Fiche technique et Distribution.
Les Forçats du pinceau (The Second Hundred Years) est un film muet américain réalisé par Fred Guiol, sorti en 1927.

## Synopsis
Laurel et Hardy sont en prison et tentent sans succès de s'évader. Lorsqu'ils creusent un tunnel, ils se retrouvent dans le bureau du directeur.
Finalement Stan a une idée et avisant le matériel de peinture abandonné par des peintres, ils s'en saisissent, retournent leurs uniformes de bagnards et sortent de la prison. Pris en filature par un policier, ils se mettent à peindre frénétiquement tout ce qui tombe sous leurs pinceaux pour tenter de donner le change.

Pour se débarrasser de leurs uniformes de bagnard, ils montent dans une voiture et délestent leurs occupants de leurs habits. Hélas il s'agissait de deux personnalités françaises en visite aux États-Unis pour visiter les prisons et le chauffeur les conduit directement à une réception donnée chez le responsable de la prison d'où ils viennent de s'évader !

## Fiche technique
- Titre original : The Second Hundred Years

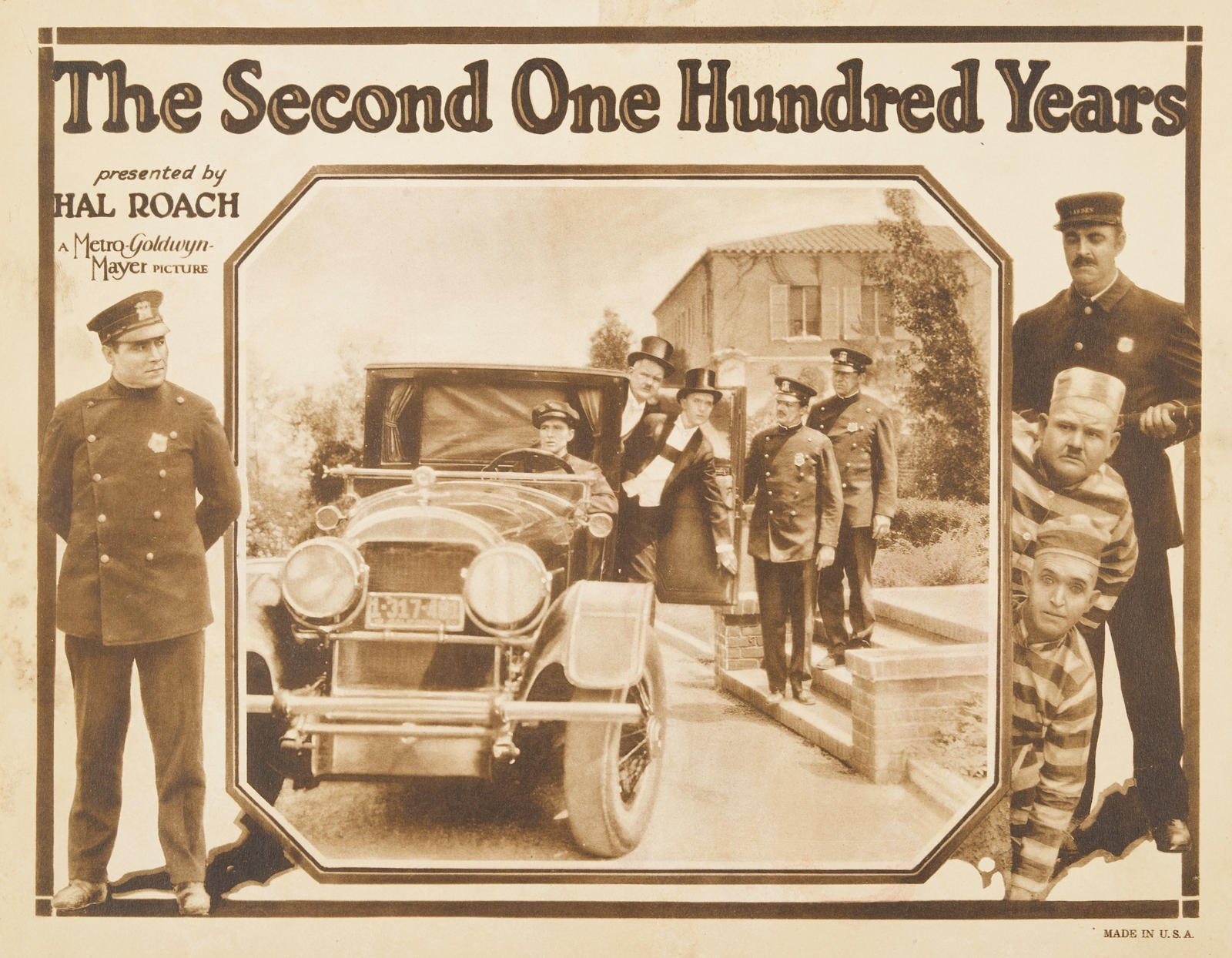
Carte publicitaire du film.

- Titre français : Les Forçats du pinceau
- Réalisation : Fred Guiol
- Scénario : Leo McCarey (histoire) et H. M. Walker (intertitres)
- Photographie : George Stevens
- Montage : Richard C. Currier
- Société de production : Hal Roach Studios
- Société de distribution : Pathé Exchange[1]
- Pays d’origine :  États-Unis
- Langue : titres en anglais
- Format : Noir et blanc - 35 mm - 1,37:1  -  Muet
- Genre : Comédie
- Longueur : deux bobines
- Dates de sortie : 
  - États-Unis : 8 octobre 1927

## Distribution
Source principale de la distribution :
- Stan Laurel : Little Goofy
- Oliver Hardy : Big Goofy
- James Finlayson : Browne Van Dyke, le responsable de la prison
- Tiny Sandford[3] : un garde

Reste de la distribution non créditée :
- Charlie Hall : le condamné
- Otto Fries : Lecoque, une des personnalités françaises
- Rosemary Theby : une invitée au dîner
- Ellinor Vanderveer[4] : la comtesse de Cognac
- Dorothy Coburn : une invitée au dîner
- William Gillespie : figuration
- Frank Brownlee : un gardien de prison
- Edgar Dearing : un policier
- Charles A. Bachman : le policier qui prend en filature Laurel et Hardy déguisés en peintres
- Bob O'Connor[5] : Voitrex, l'autre personnalité française
- Eugene Pallette : un invité au dîner
- Alfred Fisher : un officier

## Autour du film
Ce film est souvent considéré comme le premier du célèbre duo comique Laurel et Hardy. Ce n'est toutefois pas la première fois qu'ils tournent ensemble, mais, dans ce film, ils posent les caractères des deux personnages qu'ils incarneront par la suite et les rendront célèbres.
Ce court-métrage est distribué en DVD par Universal sous le titre 200 ans de prison.